# Ralph Forsstedt
Ralph Sigurd Forsstedt, född 29 juni 1881 i Worcester, Massachusetts, död 24 juli 1959 i Stockholm, var en svenskamerikansk ingenjör.
Ralph Forsstedt var son till Jakob Forsstedt. Han utbildade sig vid Worcester polytechnical institute, där han utexaminerades som maskiningenjör 1906. Kort därefter reste han till Sverige där han 1908 anställdes som tidekonom och kostnadsexpert vid AB Svenska Metallverken i Västerås. 1910 startade han egen specialfirma för tidkontroll i Västerås, Ingenjörsfirman Ralph S. Forsstedt, vilken 1914 flyttade till Stockholm. Genom denna firma införde Forsstedt till Sverige svensk-amerikanen Alfred Strömbergs banbrytande konstruktion av tidkontrollapparater för eldrift och gav därigenom impulsen till modern tidkontroll. Från 1936 inriktade sig firman på rationaliseringar inom transporttekniken. Forsstedt introducerade trailern, lastvagnar eller transportfordon med en separat avkopplingsbar förarhytt i Sverige. Han hade dock begränsad framgång, och lyckades endast 1942 få sådana fordon i bruk inom armén 1942, som 1943 begärde standardisering av en kopplingstapp till sina fordon enligt Forsstedts modell.